# Градска (Хонведска) касарна
Градска (Хонведска) касарна је здање које се налази у Сомбору, на углу улица Венац војводе Радомира Путника и Безданског пута, саграђена за потребе смештаја повећаног броја мађарске хондведске војске.

## Историјат
Почетком 19. века сем старе жупанијске касарне на Стапарском путу постојала је друга која је означена као Casarna Cittis, Градска касарна.
Саграђена је, највероватније, на истом месту где се налазила старија касарна, која је изгорела у пожару 1791. године.
Према плану из 1808. године посед на коме се налазила ова касарна имао је облик неправилног правоугаоника, а сама касарна имала је облик слова Л.
Године 1851. саграђена је у склопу касарне нова велика штала. Детаљна обнова Мале касарне уследила је 1854. године.
Овде је 1869. године био смештен Пети хонведски батаљон, али није било довољно места за команду и коњанике, који су 1872. године боравили у простору тзв. „Фабрике“, на коме, упркос захтевима команде и потребама хонведске јединице, град није могао да сагради тражену шупу.
Две године касније (1874), град је одговорио команди Петог хонведског пука да градска Коњичка касарна не може да буде претворена у хонведску (пешадијску).
Исте године град је пристао да државни Војни ерар подигне нову касарну на градском земљишту, али још неколико наредних година до изградње није дошло.
Према плановима министра војног, Сомбор је требало да постане значајније војно средиште.
Коначно, 1881. године, градске власти су одлучиле да на месту старе, неугледне приземне касарне, зидају нову хонведску касарну на спрат, због чега је затражен и зајам у Бечу, а изградњу касарне помогле су новчаним прилозима и бројне градске установе.
На месту старе касарне, на углу Венца и Безданског пута, према архитектонском плану Ернеа Балажа из 1882. године, почела је 1884. године изградња нове касарне, назване Хонведска. Њено потпуно уређење трајало је до 1891. године. Била је предвиђена за смештај повећаног броја мађарских хонведа, а изградња је коштала је 135.000 форинти.

## Изглед здања
Основа ове једноспратне зграде, сазидане у стилу еклектицизма, била је у виду положеног ћириличног слова П. Зграда је имала средишњи испад са великом полукружном капијом и два полукружна прозора у приземљу и са пет полукружних прозора на спрату испада. На угловима испада, као и око капије и прозора у приземљу, налазила се рустична декорација, а кров испада био је издигнут од крова бочних делова прочеља касарне. Прозори у приземљу зграде били су полукружног, а на спрату правоугаоног облика. Сем средишњег испада, који је гледао ка Венцу, касарна је имала и наглашен средишњи део на крилу, које је гледало на Бездански пут.

## Намена здања
У Сомбору је, у Хонведској касарни, 1882. и 1891. године био смештен Други батаљон 45. хонведске бригаде, 23. дивизије, са командом у Сегедину.
Након 1918. године касарну је преузела војска Краљевине СХС и у њој се налазио део 51. пешадијског пука.
Између два рата касарна је носила име југословенског краља Александра. Половином априла 1941. године, након уласка окупационих трупа, у дворишту ове касарне стрељано је више сомборских грађана.
По завршетку Другог светског рата Касарна је добила име по Петру Драпшину и у њу је усељена нова југословенска војска, која је овде остала све до краја седамдесетих година 20. века.
Тада је тадашња ЈНА касарну продала сомборском Пољопривредном комбинату, чије се седиште овде налазило наредних неколико деценија.

## Здање данас
Зграда некадашње касарне данас већим делом стоји неискоришћена и неумитно пропада.

## Галерија
- Поглед на здање са Венца војводе Радомира Путника
- Поглед на здање са Венца војводе Радомира Путника
- Поглед на здање са Венца војводе Радомира Путника